# Pani (1922–1925)
Pani – ilustrowane pismo kobiece wydawane w Warszawie w latach 1922–1925.

## Historia i profil
Pismo powstało Warszawie w 1922. Jego założycielką, pierwszą redaktorką naczelną i wydawczynią była Stefania Bigosztowa. Pierwszy numer nosił tytuł: „Pani – Czasopismo poświęcone eleganckiej kobiecie i jej otoczeniu”. Kilkudziesięciokolumnowe wydawnictwo zawierało wkładkę żurnalową. Początkowo ukazywało się jako miesięcznik, aby w 1923 przekształcić się w dwutygodnik. W tymże 1923 odkupił je Gustaw Żmigryder, właściciel jednego z najlepszych salonów krawieckich stolicy, mieszczącego się przy ul. Czystej 2 (później przemianowaną na ul. Ossolińskich). Zarejestrował także Towarzystwo Wydawnicze „Pani”. Nowym redaktorem naczelnym został Marjan Dąbrowski. Pismo było drukowane w Drukarni Władysława Łazarskiego.
W czasopiśmie ukazywały się artykuły, felietony, groteski i relacje poświęcone modzie, literaturze, sztuce, muzyce i życiu towarzyskiemu tzw. eleganckiego świata. Najobszerniejszym działem była moda. Oprócz artykułów na ten temat prezentowano modele garderoby na każdą okazję – „Moda w górach”, „Moda w teatrze”, „Moda w aucie” – oraz dodatki: kapelusze, buty, rękawiczki. We wkładkach żurnalowych zamieszczano projekty strojów – głównie firmy Gustawa Żmigrydera i w mniejszym stopniu – Bogusława Hersego. Pojawiały się również modele ubiorów paryskich firm Paul Poiret i Ludwik. Modę żurnalową często prezentowały sławne aktorki, m.in. Jadwiga Smosarska i Mieczysława Ćwiklińska. Redakcja przedstawiała w ograniczonym wymiarze także modę męską. W części publicystycznej pisma ukazywały się teksty tak popularnych autorów dwudziestolecia międzywojennego jak Magdalena Samozwaniec, Kornel Makuszyński, Tadeusz Boy-Żeleński i Julian Tuwim. Z pismem współpracowali także Kazimierz Wierzyński, Zdzisław Kleszczyński, Wacław Husarski, Bruno Winawer, Cezary Jellenta i Juliusz Wirski. Natomiast wysoki poziom graficzny zapewniali: Tadeusz Gronowski (kierownik artystyczny), Irena Pokrzywnicka, Teodor Rożankowski, Wacław Borowski, Jerzy Zaruba, Stanisław Rzecki i Kamil Mackiewicz.
Interesujące, dobrze napisane teksty, stylowe okładki i ilustracje utrzymane w znacznym stopniu w estetyce art déco, drzeworyty oraz fotografie sprawiały, że pismo miało renomę prestiżowego i wytwornego. Było drogie, gdyż jego cena w Warszawie wynosiła 3 zł, a poza stolicą z przesyłką była o 50 gr wyższa. Jednakże wskutek panującego wówczas kryzysu ekonomicznego i inflacji Gustaw Żmigryder popadł w długi, co doprowadziło do bankructwa jego firmy krawieckiej i zamknięcia pisma.

## Podtytuły
Redakcja kilkakrotnie zmieniła podtytuł pisma. Powody są nieznane, ale prawdopodobnie chodziło o jak najbardziej trafne określenie treści wydawanych numerów.
- Czasopismo poświęcone eleganckiej kobiecie i jej otoczeniu – od nr 1, 1922
- Pismo poświęcone eleganckiej kobiecie, wytwornym modom, kultowi artystycznemu i kosmetyce – od nr 6/7, 1922
- Pismo poświęcone kobiecie wytwornej na tle mody, teatru i sztuk pięknych – od nr 12, 1922
- Pismo poświęcone eleganckiej kobiecie, wytwornym modom, kultowi artystycznemu i kosmetyce – od nr 1/2, 1923
- Pismo poświęcone kulturze i estetyce życia – od nr 3, 1923